# Gibberythrops longicauda
Gibberythrops longicauda is een aasgarnalensoort uit de familie van de Mysidae. De wetenschappelijke naam van de soort is voor het eerst geldig gepubliceerd in 1997 door Bravo & Murano.